# Resolutie 140 Veiligheidsraad Verenigde Naties
Resolutie 140 van de Veiligheidsraad van de Verenigde Naties werd met unanimiteit goedgekeurd op 29 juni 1960. De Veiligheidsraad beval Malagasië, thans Madagaskar, aan voor VN-lidmaatschap.

## Inhoud
De Veiligheidsraad had de aanvraag voor het VN-lidmaatschap van de Malagassische Republiek bestudeerd, en beval aan de Algemene Vergadering aan om Malagasië het lidmaatschap van de Verenigde Naties toe te kennen.

## Verwante resoluties
- Resolutie 136 Veiligheidsraad Verenigde Naties (Togo)
- Resolutie 139 Veiligheidsraad Verenigde Naties (Mali-federatie)
- Resolutie 141 Veiligheidsraad Verenigde Naties (Somalië)
- Resolutie 142 Veiligheidsraad Verenigde Naties (Congo)

Lijst ·  133 ·  134 ·  135 ·  136 ·  137 ·  138 ·  139 ·  140 ·  141 ·  142 ·  143 ·  144 ·  145 ·  146 ·  147 ·  148 ·  149 ·  150 ·  151 ·  152 ·  153 ·  154 ·  155 ·  156 ·  157 ·  158 ·  159 ·  160